# Ferry Mesman
Ferdinand (Ferry) Mesman (Amsterdam, 12 februari 1925 - 20 oktober 2003) was een Nederlands voetballer die als verdediger speelde. Hij kwam uit voor de Amsterdamse clubs Blauw Wit, BVC Amsterdam en DWS/A. Hij was eenmalig international.

## Loopbaan
Hij maakte in 1949 de overstap van TOG naar Blauw Wit. In zijn eerste twee jaar werd Blauw Wit kampioen in de Eerste klasse en speelde mee om het nationale kampioenschap. De Amsterdammers behaalden de tweede plaats (in 1950) en de vierde plaats een jaar later. 
Bij de invoering van het betaald voetbal in 1954 ging hij samen met zijn teamgenoten Herman van Raalte en Hannie Tolmeijer spelen voor de nieuwe profclub BVC Amsterdam.
Deze vereniging fuseerde in 1958 met DWS. Hij sloot in 1960 zijn profloopbaan bij de fusieclub DWS/A af. Hij speelde nog twee seizoenen bij amateurvereniging De Zwarte Schapen waar meerdere oud-voetballers van BVC Amsterdam onderdak vonden.

## Interlandcarrière

### Nederland
Op 15 oktober 1950 debuteerde hij voor Nederland in een vriendschappelijke wedstrijd uit tegen Zwitserland (7-5 nederlaag) in Basel. Het werd zijn enige interland. Vier jaar later kwam hij nog drie keer uit voor  Nederland–B.

## Clubstatistieken
| Seizoen | Club          | Land      | Competitie           | Competitie | Competitie | Beker | Beker | Internationaal | Internationaal | Overig | Overig | Totaal | Totaal |
| Seizoen | Club          | Land      | Competitie           | Wed.       | Dlp.       | Wed.  | Dlp.  | Wed.           | Dlp.           | Wed.   | Dlp.   | Wed.   | Dlp.   |
| ------- | ------------- | --------- | -------------------- | ---------- | ---------- | ----- | ----- | -------------- | -------------- | ------ | ------ | ------ | ------ |
| 1949/50 | Blauw Wit     | Nederland | Eerste klasse West I | 8          | 0          | –     | 0     | 0              | 0              | 10     | 0      | 18     | 0      |
| 1950/51 | Blauw Wit     | Nederland | Eerste klasse C      | 21         | 0          | –     | 0     | 0              | 0              | 8      | 0      | 29     | 0      |
| 1951/52 | Blauw Wit     | Nederland | Eerste klasse B      | 20         | 1          | –     | 0     | 0              | 0              | 0      | 0      | 20     | 1      |
| 1952/53 | Blauw Wit     | Nederland | Eerste klasse B      | 25         | 1          | –     | 0     | 0              | 0              | 0      | 0      | 25     | 1      |
| 1953/54 | Blauw Wit     | Nederland | Eerste klasse B      | 26         | 0          | –     | 0     | 0              | 0              | 0      | 0      | 26     | 0      |
| 1954/55 | BVC Amsterdam | Nederland | NBVB                 | 8          | 0          | –     | –     | 0              | 0              | 0      | 0      | 8      | 0      |
| 1954/55 | BVC Amsterdam | Nederland | Eerste klasse A      | 23         | 1          | –     | –     | 0              | 0              | 0      | 0      | 23     | 1      |
| 1955/56 | BVC Amsterdam | Nederland | Hoofdklasse A        | 32         | 0          | –     | –     | 0              | 0              | 0      | 0      | 32     | 0      |
| 1956/57 | BVC Amsterdam | Nederland | Eredivisie           | 34         | 0          | 4     | 0     | 0              | 0              | 0      | 0      | 38     | 0      |
| 1957/58 | BVC Amsterdam | Nederland | Eredivisie           | 34         | 0          | –     | 0     | 0              | 0              | 0      | 0      | 34     | 0      |
| 1958/59 | DWS/A         | Nederland | Eredivisie           | 30         | 0          | 2     | 0     | 0              | 0              | 0      | 0      | 32     | 0      |
| 1959/60 | DWS/A         | Nederland | Eredivisie           | 2          | 0          | –     | 0     | 0              | 0              | 0      | 0      | 2      | 0      |
| Totaal  | Totaal        | Totaal    | Totaal               | 263        | 3          | 6     | 0     | 0              | 0              | 18     | 0      | 287    | 3      |